# Schwarzmarkt

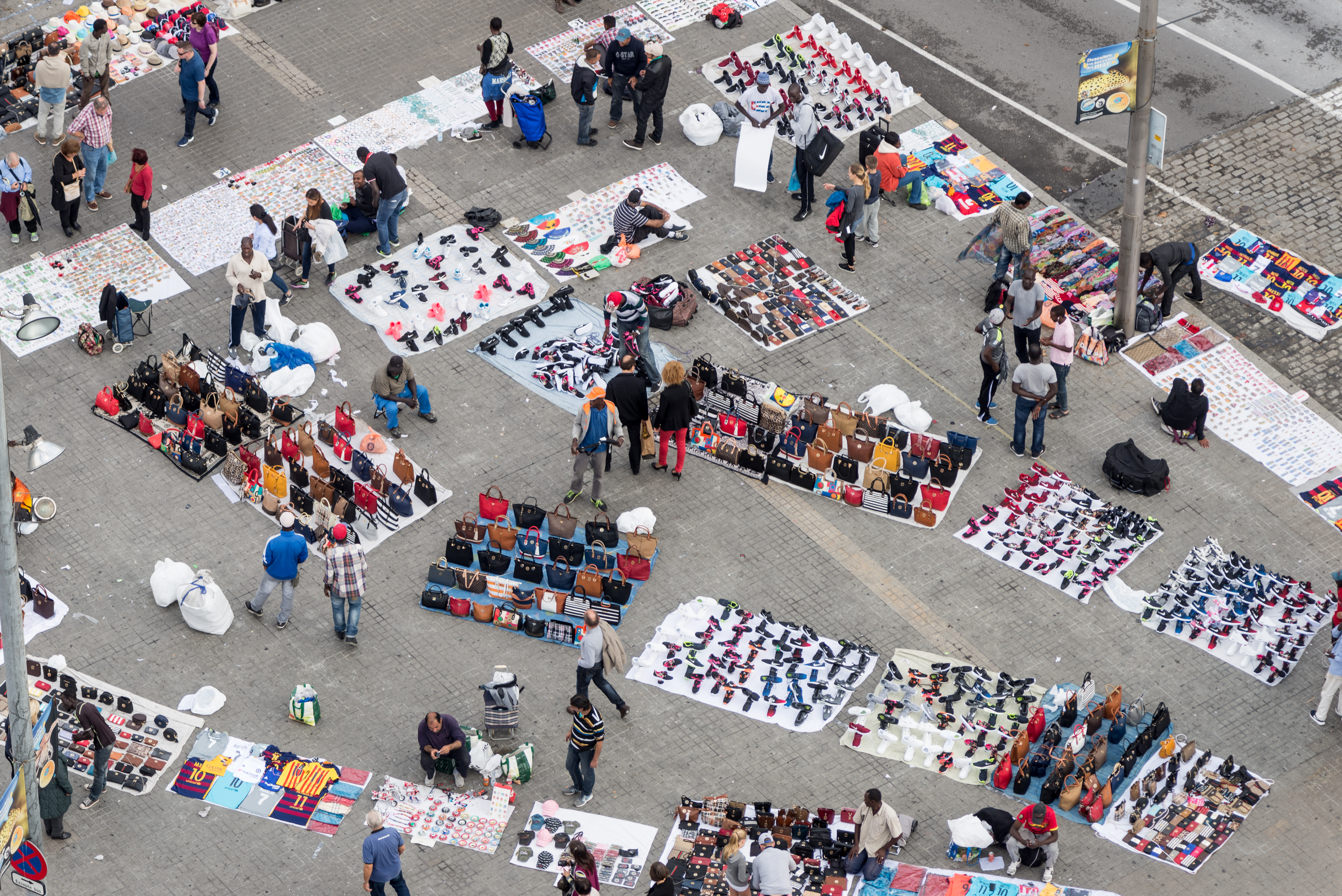
Schwarzmarkt in Barcelona, 2015

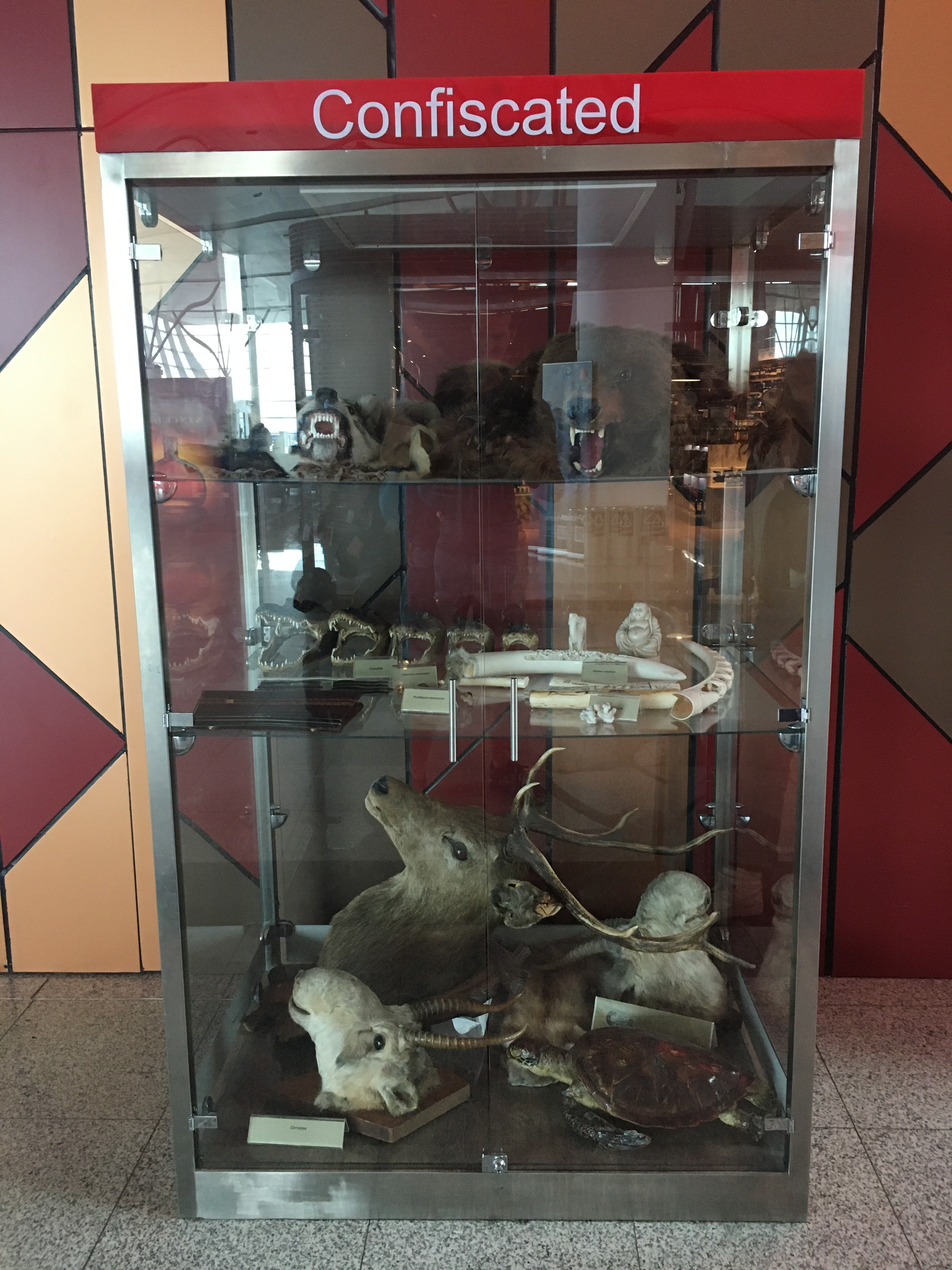
Beschlagnahmte Waren am Flughafen von Tbilisi, 2023

Schwarzmarkt oder Schwarzer Markt (auch Schleichhandel oder österreichisch-deutsch mitunter noch Agiotage; englisch black market) als Teil der Schattenwirtschaft ist ein „schwarzer“ (illegaler) Markt, dessen Marktmechanismus und Handelsobjekte gegen gesetzliche Beschränkungen verstoßen. Schwarzmarktlieferanten bzw. Schwarzhändler werden umgangssprachlich als Schieber bezeichnet.

## Allgemeines

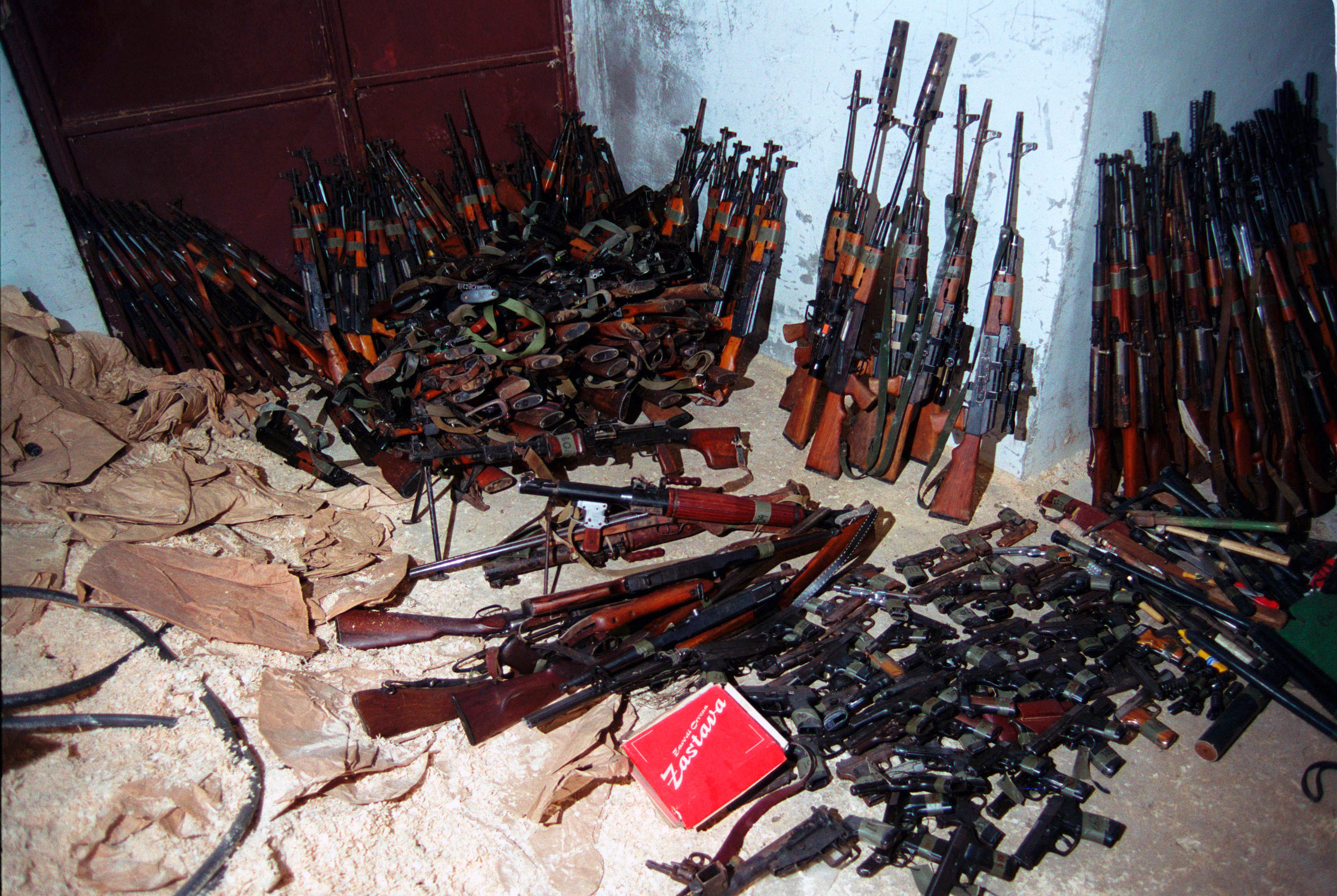
Waffen, wie diese Schusswaffen, die 1999 konfisziert wurden, werden oft schwarz gehandelt

Schwarzmärkte entstehen, wenn staatliche Eingriffe mittels Marktregulierung (Erlaubnisvorbehalt, Preiskontrolle, Preisregulierung, Ausfuhrverbote, Einfuhrverbote, Devisenbewirtschaftung, Kontingente, Preisstopp, Prohibition, Rationierungen) die freie Preisbildung und andere Marktmechanismen behindern oder außer Kraft setzen. Zweck der Regulierung kann dabei die Nichtverbreitung der betreffenden Handelsobjekte sein (beispielsweise bei illegalen Drogen oder Waffen), aber auch ihre kontrollierte und faire Verteilung bei Knappheit (vgl. Lebensmittelmarken, Organhandel). Wesentlich für den Schwarzmarkt ist, dass die Verbote nicht von den Marktteilnehmern ausgehen.

## Marktstrukturen
Obwohl auf dem Schwarzmarkt der Handel staatlich verboten ist (Schwarzhandel), funktioniert er aber dennoch nach den Regeln des Marktes. Die Marktpreise auf dem Schwarzmarkt liegen im Regelfall höher als sie auf dem legalen Markt wären. Marktteilnehmer sind illegale Händler, die ihre Handelswaren optisch verdeckt (im Hinterzimmer) an Käufer verkaufen und dabei zugleich Transaktionssteuern oder Verkehrssteuern hinterziehen (daher „schwarz“).
Handelsobjekte oder Transaktionen sind insbesondere Alkohol, Drogenhandel, Glücksspiel, Schmuggel, Waffenhandel oder Zwangsprostitution (Prostitution). Die Zahlung erfolgt durch Barzahlung (Zug um Zug gegen Übergabe der Ware), Hawala, Kryptowährungen oder mit Schwarzgeld, wobei Geldwäsche stattfinden kann. Als Zahlungsmittel gab es auch Zigaretten (Zigarettenwährung), heute sind es gelegentlich Edelmetalle.
Das Marktverhalten der Marktteilnehmer weicht von dem auf freien Märkten erheblich ab, denn Konflikte können nicht über Gerichte gelöst werden, sondern auf der Grundlage von Ansehen, Ehre (vgl. Ehrenkodex) oder Vertrauen. Die Marktmacht beruht letztlich auf dem „Recht des Stärkeren“.

## Wesentliche Handelsobjekte

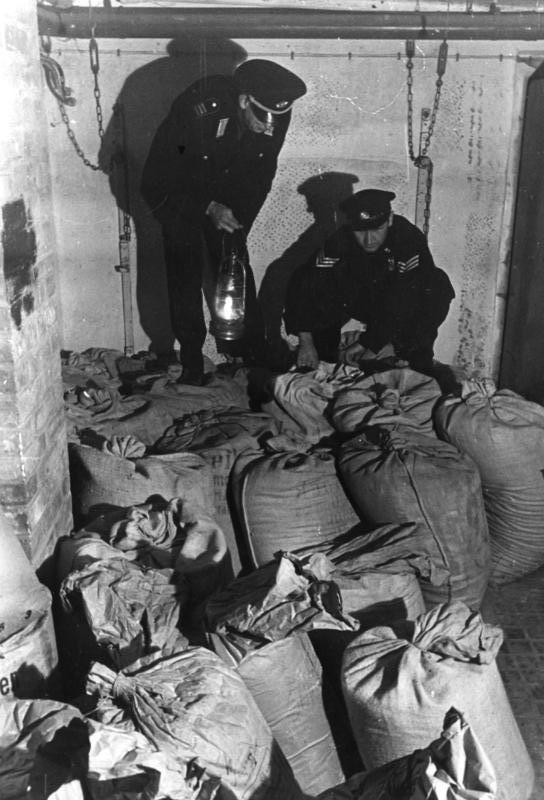
Beschlagnahmte Waren des Schwarzmarktes, Hamburg 1947

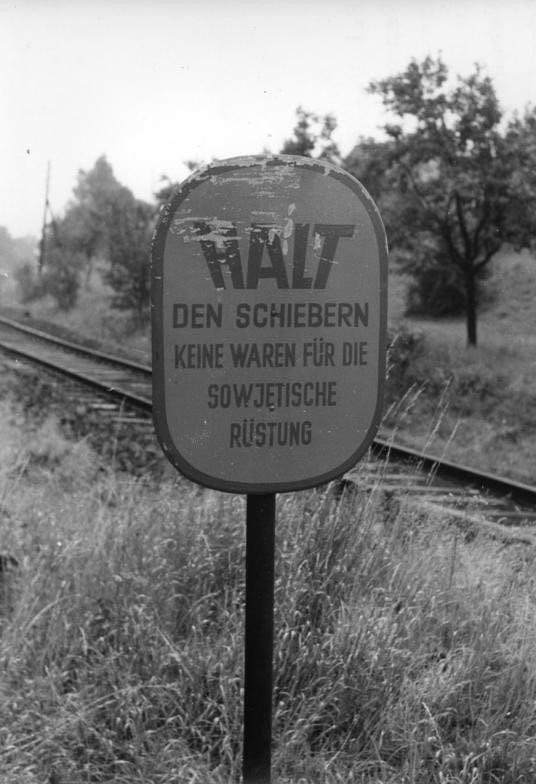
Halt den Schiebern – Keine Waren für die sowjetische Rüstung. Schild an der Zonengrenze bei Heldra, 1952

Nach dem Zweiten Weltkrieg war die Versorgungslage der Bevölkerung sehr schlecht. Lebensmittel und Güter des täglichen Bedarfs waren nur gegen Lebensmittelmarken und in geringen Mengen legal in Geschäften erhältlich. Neben diesem legalen Markt entwickelte sich ein illegaler Schwarzmarkt, auf dem alles erhältlich war, allerdings zu stark überhöhten Preisen oder gegen Bezahlung in Zigarettenwährung.
Mittlerweile hat sich der Begriff gewandelt und bezeichnet einen nicht durch Gesetze regulierten Markt, der überall dort entsteht, wo vorhandene Nachfrage nach Gütern auf legalen Märkten (z. B. durch Rationierung) nicht befriedigt werden kann oder wenn bestimmten Güter nicht legal angeboten werden (z. B. illegale Drogen).

### Alkohol und illegale Drogen
Alkoholische Getränke waren während der Prohibition zwischen 1920 und 1933 in den USA Schwarzmarktgüter und sind es heute noch in Ländern, in denen Alkohol als illegale Droge gilt. Der Drogenhandel, sowie der Handel mit verschreibungspflichtigen Arzneimitteln ist verboten (in Deutschland nach § 29 Abs. 1 BTMG), so dass ein dennoch stattfindender Handel auf dem Schwarzmarkt stattfindet.
Der Schwarzmarkt für Drogen orientiert sich stets an der Nachfrage, der Verfügbarkeit und der strafrechtlichen Verfolgung. So wurde in Deutschland beispielsweise der Besitz von Cannabis (2024) legalisiert, wodurch sich viele eine Eindämmung des illegalen Handels erhofften. Da Cannabis jedoch, anders als beispielsweise in Kanada, nicht in Fachgeschäften zum Verkauf angeboten werden darf, werden alle Konsumenten, die selbst keine Möglichkeit zum Anbau haben, weiterhin zum Erhalt des Schwarzmarktes beitragen.

### Alltagsgüter
In einigen Ländern der Welt ist Benzin ein typisches Schwarzmarktgut, wenn der Handel durch Mengen- oder Preisbegrenzungen (Höchstpreise) staatlich reguliert wird. Auch Pornografie, Radarwarngeräte, Import von bedrohten Tier- und Pflanzenarten sowie von diesen stammende Teile (wie Elfenbein) sind Schwarzmarktgüter.

### Dienstleistungen
Auch bestimmte Dienstleistungen werden häufig auf einem Schwarzmarkt erbracht, falls sie in dem entsprechenden Land als illegal gelten. Beispiele hierfür beinhalten Menschenhandel, Schmuggel, Beihilfe zur Steuerhinterziehung und die Hilfe, gestohlene Ware abzusetzen (Hehlerei). Hinzu kommen medizinische Dienstleistungen wie Leihmutterschaft, künstliche Befruchtung und Schwangerschaftsabbrüche. Die in Form der Schwarzarbeit erbrachten Dienst- und Werkleistungen sind hingegen als solche legal.
Illegale Einwanderer sind oft in doppelter Hinsicht von Schwarzmärkten betroffen: Einerseits können sie bestimmte Leistungen nicht auf regulären Märkten in Anspruch nehmen (z. B. den eigenen Transport in das Zielland), andererseits können sie ihre Arbeitskraft im Zielland oft nicht auf dem legalen Arbeitsmarkt anbieten und müssen auf illegale Beschäftigungsverhältnisse ausweichen.

### Geld
In Ländern, die keinen freien (privaten) Handel mit Fremdwährungen gestatten, entsteht regelmäßig ein Schwarzmarkt für Sorten. Für ausländische Anbieter von Waren und Dienstleistungen sind die Inlandswährungen dieser Länder in der Regel wertlos (Weichwährung), denn diese Länder lassen ihre Währung nicht frei handeln (Devisenbewirtschaftung). Damit entsteht im Ausland für solche Währungen kein adäquater Gegenwert. Importgüter sind in diesen Ländern dann oft nur gegen Hartwährung (in der Regel Euro oder US-Dollar) zu haben, was diese Fremdwährungen entsprechend begehrt macht. In solchen Situationen kann es zum ungewollten Abfluss von Devisen kommen, sodass diese Länder mit einem Zwangsumtausch oder Ein- oder Ausfuhrverbot reagieren.

### Hehlerware
Da Hehlerware einem gesetzlichen Verbot unterliegt, ist sie Handelsobjekt auf einem Schwarzmarkt. Alle gestohlenen Sachen, die von den Dieben (auch gutgläubigen Käufern) zum Kauf angeboten werden, sind Hehlerware, an der kein Eigentum erworben werden kann.

### Kulturgüter

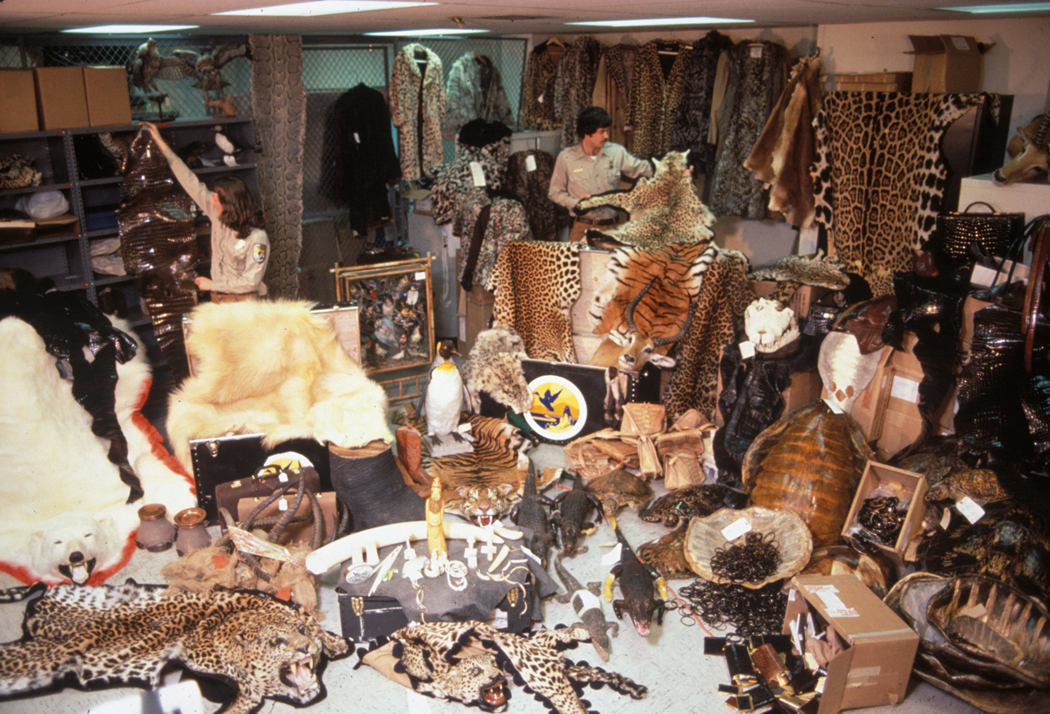
Beschlagnahmte Tierprodukte am JFK Airport in New York City

2015 legte das Bundesbildungsministerium „das Projekt ‚Verfahren zur Erhellung des Dunkelfeldes als Grundlage für Kriminalitätsbekämpfung und -Prävention am Beispiel antiker Kulturgüter‘“ auf, das „mit 1,2 Millionen Euro für drei Jahre finanziert“ ist und „verlässliches Datenmaterial zu Funktionsweisen des Schwarzmarktes“ ermitteln soll. Anstoß dazu gaben die Zerstörungen von Kulturgütern in Museen und Ausgrabungsstätten im Irak und die Feststellung: „Die Ausgrabungsstücke, die der Islamische Staat (IS) nicht zerstört, die verkauft er.“

### Tierhandel

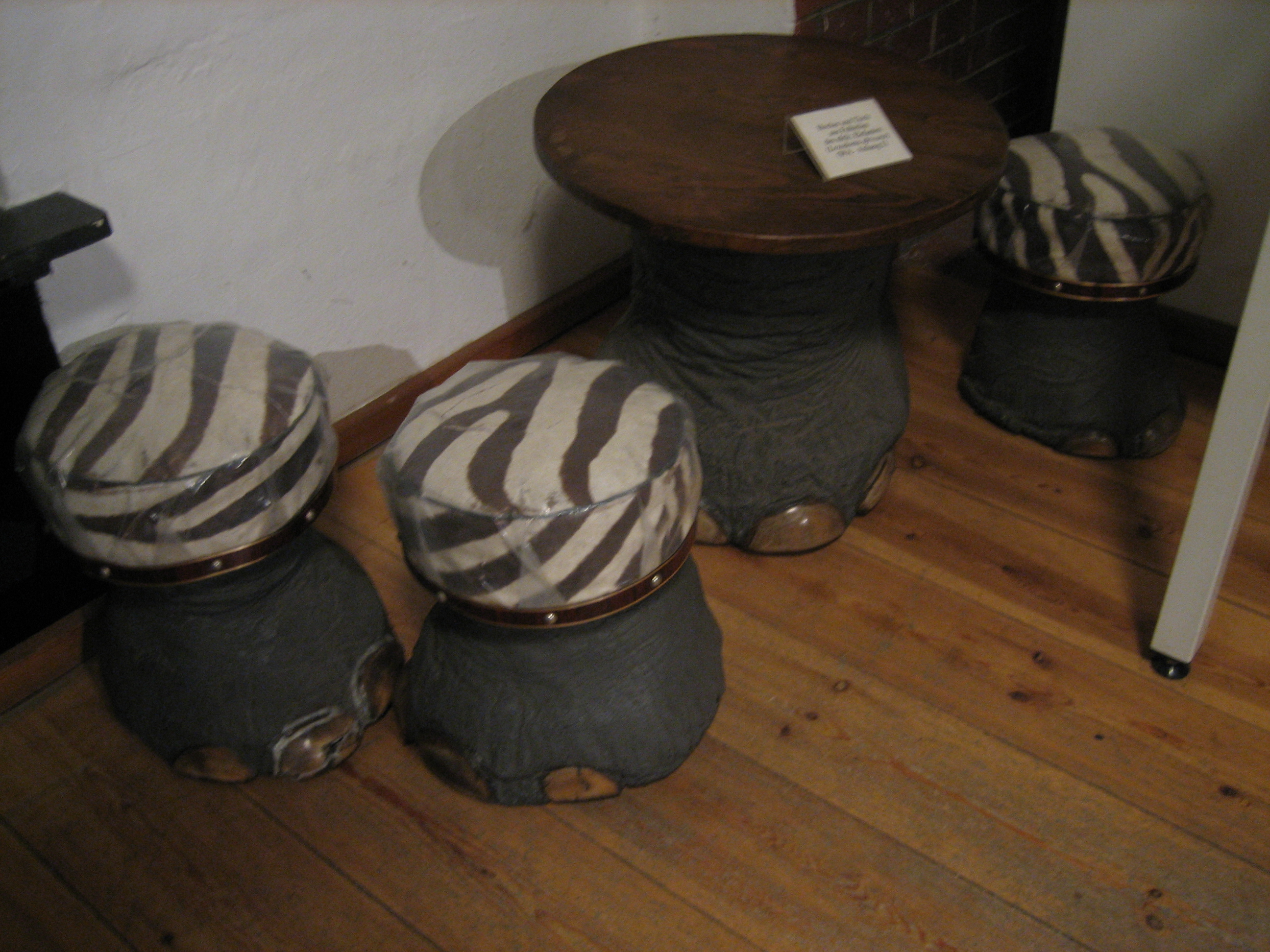
Konfiszierte Elefanten, Deutsches Zollmuseum, Hamburg

Beim illegalen Tierhandel geht es sowohl um den Handel mit Tieren für den menschlichen Verzehr (siehe: Bushmeat), als auch um den Handel mit Körperteilen (wie Elfenbein, Schuppen der Schuppentiere etc.) für kultische, rituelle und medizinische Zwecke (u. a.in der TCM). Darüber hinaus werden getrocknete Tiere oder Muscheln an zahlreichen Orten als regionale Souvenirs angeboten. Ein weiterer Handelszweig ist der Handel mit Tieren, die als Haustiere bestimmt sind und in vielen Fällen illegal gefangen und dann weltweit verkauft werden.

### Urheberrechte
In Regionen der Welt, in denen Verstöße gegen Urheber-, Patent- und Verwertungsrechte von staatlichen Stellen kaum oder nicht geahndet werden, finden sich Schwarzpressungen und Schwarzkopien von DVDs und CDs bei Straßenhändlern.

### Waffenhandel

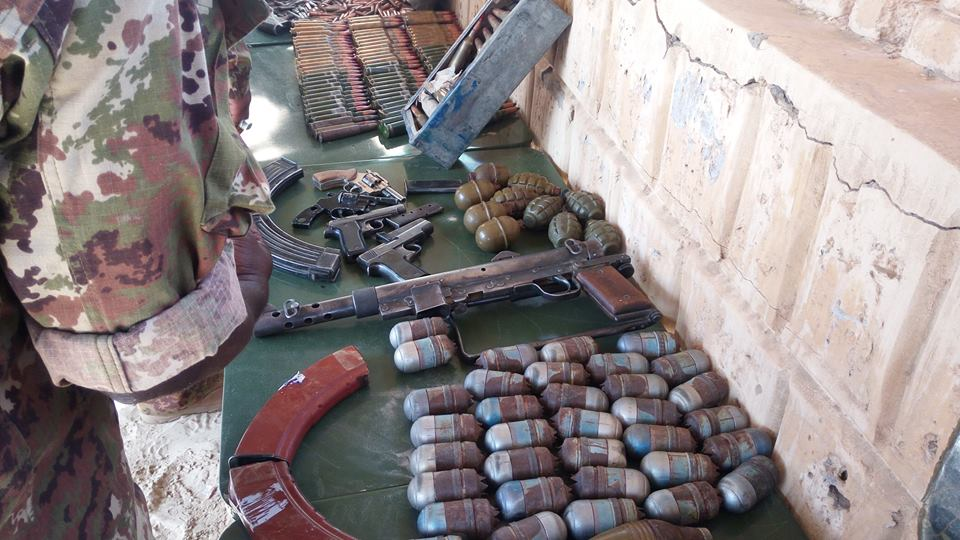
Waffen und militärisches Zubehör, sichergestellt 2016, in Mali

Handfeuerwaffen sind weltweit typische Schwarzmarktgüter, da Käufer in der Regel einen Waffenschein vorlegen müssen, um legal Waffen zu kaufen. Anders als beim legalen Erwerb, der mit der Registrierung der Waffe und des Käufers einhergeht (in Deutschland z. B. eine Waffenbesitzkarte), bietet der Schwarzmarkt zudem die Möglichkeit der Anonymität. Der internationale Waffenhandel mit Kleinwaffen (englisch small arms) ist de facto unvollständig reguliert und lässt daher Raum für die illizite Verbreitung. Der Handel mit Kriegswaffen ist nur mit staatlicher Genehmigung erlaubt, so dass der Schwarzmarkt insbesondere in Kriegs- und Krisenregionen präsent ist, wo die Nachfrage das Angebot übersteigt.

## Keine Schwarzmärkte
Die Güterbeschaffung in der „Mangelwirtschaft der DDR“ fand – entgegen einer landläufigen Meinung – in der Regel nicht auf Schwarzmärkten, sondern auf Grauen Märkten statt, da der nicht-gewerbliche Handel mit eigenen Gütern erlaubt war.

## Wirtschaftliche Aspekte
Ein Schwarzmarkt weist zwar einige Funktionalitäten des legalen Marktes (z. B. Preisbildung, Allokation, Innovationsförderung, Marktsättigung) auf, kann in der Regel aber nicht zur allgemeinen Wohlstandsbildung beitragen, da er selten Produzentenrenten erzeugt – denn jeder Marktteilnehmer muss damit rechnen, dass ihm der Staat die Vorteile des Geschäfts nimmt, z. B. indem die Waren eingezogen werden.
Vom Marktmechanismus betrachtet, ist der Schwarzmarkt ein Markt, der funktionieren würde, es aber nicht darf. Ökonomisch werden auf ihm demeritorische Güter/Dienstleistungen gehandelt, die gesellschaftlich unerwünscht sind. Hierzu gehören unter anderem Drogen, Glücksspiel oder Zwangsprostitution. Da sie unerwünscht sind, ist ihr Handel verboten.
Wird beispielsweise ein staatlicher Preisstopp, Höchstpreis oder Mindestpreis verhängt, hält das legale Güterangebot auf dem legalen Gütermarkt seine Waren zurück, wodurch ein Nachfrageüberschuss oder eine Angebotslücke entsteht, die auf dem Schwarzmarkt durch höhere Marktpreise abgebaut werden. Bei Mindestpreisen kann es zur Überproduktion (Überversorgung), bei Höchstpreisen zur Unterversorgung kommen.

## Abgrenzung
Auf dem grauen Markt gibt es keine staatlichen Verbote, vielmehr werden Güter unter Umgehung privatrechtlicher Vereinbarungen und anerkannter Handelsbräuche gehandelt, so dass der Handel weder vom Hersteller noch vom Lieferanten autorisiert ist. Produktpiraterie, Reimporte oder der Verkauf von Eintrittskarten ausverkaufter Veranstaltungen („Schwarzmarkttickets“) finden deshalb auf dem Graumarkt statt.

## Belletristik
Mit seinen Kurzgeschichten Lehmann oder So schön war mein Markt setzte Siegfried Lenz 1964 dem Schwarzmarkt in Hamburg und Norddeutschland nach dem Zweiten Weltkrieg auch ein literarisches Denkmal.